# سمارتستاكس
سمارتستاكس هي علامة تجارية لبذور معدلة وراثيًا تمّ صنعها من خلال تعاون بين شركة مونسانتو و‌ شركة داو كيميكال. تَستفيدُ الشركة من الأساليب المتعددة للوقاية من الحشرات وتحمل مبيدات الأعشاب. تضمنت السمات الحماية من الحشرات الموجودة فوق الأرض، والحشرات الموجودة تحت الأرض، وتوفر تحملاً واسعًا لمبيدات الأعشاب. إنه متوفر حاليًا للذرة، ولكن سيتم إصدار أنواع مختلفة من القطن وفول الصويا والمحاصيل المتخصصة. في السابق، كانت معظم الجينات المضافة صناعيًا إلى نبات واحد ثلاثة، لكن سمارتستاكس تضم ثمانية. تشتمل علامةُ سمارتسماكس أيضًا على نظام معالجة البذور أكسلرون من مونسانتو والذي يحمي من الحشرات في المراحل الأولى من التطور. يُباع سمارتستاكس تحت العلامات التجارية جينيوتي (بالإنجليزية: Genuity)‏ (من مونسانتو) ومايكوجين (بالإنجليزية: Mycogen)‏ (من شركة داو).

## طيف الحشرات
تتحكم بذور سمارتستاكس في مجموعة واسعة من الآفات التي تشمل يرقات الحشرات الموجودة فوق الأرض مثل حفار الذرة الأوروبي، والدودة القارضة السوداء، وحفار الذرة الجنوبي الغربي، ودودة أذن الذرة، ودودة الحشد الخريفية، ودودة الفاصوليا الغربية، واليرقات التي تتغذى تحت الأرض من دودة جذر الذرة الغربية و دودة جذر الذرة الشمالية.

## ملجأ النباتات
لمنع أو تأخير مقاومة الحشرات، يقوم المزارعون بزرع ملجأ في مزارعهم. هذه منطقة نباتات غير معدلة وراثيًا حيث يمكن أن تعيش الحشرات. لن تطور هذه الحشرة مقاومة للتكنولوجيا المعدلة وراثيًا. تضمن هذه الفدان الملجأ أن الحشرات النادرة المقاومة التي تتغذى على أصناف الذرة المحمية من الحشرات سوف تتزاوج مع الحشرات المعرضة للإصابة وتبطئ من تطور المقاومة.

## الترويج والعلامة التجارية
تم الإعلان عن ذرة سمارتستاكس والترويج لها على شاشات التلفزيون وفي المعارض التجارية الزراعية وعلى الإنترنت حيث تستعد شركة مونسانتو للإصدار التجاري على نطاق واسع. يتم بيع سمارتستاكس تحت علامة جينيوتي من مونسانتو والعلامة التجارية مايكوجين من شركة داو، ولكن لكلتا الشركتين الحق في بيعه تحت العديد من الأسماء مع العديد من التقنيات الإضافية كما يحلو لهما.

## مقاومة الأعشاب والحشرات
في الآونة الأخيرة، لوحظ ظهور سريع للأعشاب الضارة التي يعتقد أنها مقاومة لـ راوند أب. تم العثور على عشب الفرس وعشب الرجيد العملاق وعشب الخنزير، من بين أمور أخرى، ينمو مع المحاصيل في جميع أنحاء الولايات المتحدة. كما بدأت الحشرات بما في ذلك دودة جذر الذرة ودودة اللوز في إظهار علامات المقاومة. ردا على ذلك، واصلت مونسانتو تطوير منتجات جديدة. توافق وزارة الزراعة الأمريكية على استخدام العصوية التورنجية. نفت مونسانتو وجود مشكلة في منتجها.

## الجينات المعدلة وراثيًا
تم إنتاج سمارتستاكس من منتجات أربعة معدلة وراثيًا MON89034، وTC1507، وMON88017، وDAS59122-7، مما ينتج سمات فسفينوثريسين أسيتيل ترانسفيراز، و CP4 EPSPS، وCry1Fa2، وCry1A.105، و Cry2Ab، وCry3Bb1، و Cry34Ab1.